# 이지마 아이
이지마 아이(일본어: 飯島 愛, 1972년 10월 30일 ~ 2008년 12월 17일)는 일본의 포르노 배우이다. 본명은 오쿠보 마쓰에(일본어: 大久保 松恵)이며, 도쿄도 고토구 출신이다.

## 내력
1992년 AV 배우로 데뷔했으며, 2000년 폭행, AV 출연, 낙태, 성형 등을 고백한 자서전 《플라토닉 섹스》가 베스트 셀러가 됐으며, 영화나 드라마로도 만들어졌다.
이후 2006년 자신의 건강 문제를 이유로 은퇴 의사를 밝혔으며, 결국 2007년 3월 연예계에서 은퇴하였다.
그 뒤 2008년 12월 도쿄도에 있는 자택에서 숨진 채 발견되었으며, 2009년 2월 폐렴으로 사망이 확인되었다.

## 기타
이지마는 2002년 FIFA 월드컵 당시 한 토크쇼에 출연해 "대한민국 축구는 반칙으로 승리한 것"이라고 발언해 논란을 일으키기도 했다.